# Organismo en el aire
«Organismo en el aire» es una canción compuesta e interpretada por el músico argentino Luis Alberto Spinetta en el álbum Téster de violencia de 1988, octavo álbum solista y 21º en el que tiene participación decisiva.
El tema está ejecutado por Spinetta (guitarra, voz y programación), Carlos Alberto "Machi" Rufino (bajo), Juan Carlos "Mono" Fontana (teclados), Guillermo Arrom (primera guitarra), Jota Morelli (batería).
La canción fue estrenada en junio de 1987 en un recital realizado en el teatro Astral de Buenos Aires.

## Contexto
Spinetta venía de realizar su álbum doble junto a Fito Páez La, la, la y de sufrir que durante los recitales de presentación del álbum fueran asesinadas "las madres" de Fito Páez. Semejante situación impactó sobre la obra de ambos: mientras Fito Páez compuso y editó el álbum Ciudad de pobres corazones (1987), Spinetta por su parte expresó su dolor en Téster de violencia.
El contexto histórico de Argentina influía también en el estado emocional de Spinetta. A fines de 1983 la sociedad argentina había reconquistado la democracia y había enjuiciado y condenado a las juntas militares (1985) que cometieron crímenes de lesa humanidad durante la última dictadura. Pero en 1986 ese clima comenzó a enturbiarse cuando el Congreso sancionó la primera de las llamadas leyes de impunidad, seguida al año siguiente de la primera de las sublevaciones militares de carapintadas.

## El álbum
Téster de violencia es un álbum conceptual alrededor del tema de la violencia, que busca ir más allá de una mirada puramente moral y exterior sobre la violencia, para partir de los cuerpos de las personas, como campos en los que esa violencia actúa y a la vez es medida. Para Spinetta la violencia no es sólo "lo horrible", sino la vida misma, desde el hecho mismo de nacer y enfrentar la muerte.

La temática del cuerpo, eje central de Téster de violencia, resulta novedosa para alguien como Spinetta, que durante mucho tiempo le cantó al alma, e incluso bautizó a uno de sus mejores discos como Alma de diamante. Este cambio fue simétrico, además, al hecho de que el Flaco pasó de leer con devoción las obras de Antonin Artaud (para quien el cuerpo es la cárcel del alma) a los textos de Foucault (para quien el alma es la cárcel del cuerpo).
Eduardo Berti, Spineta: crónica e iluminaciones

En el álbum desempeña un papel especialmente importante el Mono Fontana, creador de todos los arreglos de teclados.

## El tema
El tema es el séptimo track (segundo del Lado 2) del álbum solista Téster de violencia, un álbum conceptual alrededor del tema de la violencia. Se trata del tema más largo del álbum.
La letra de la canción comienza con una reflexión sobre la soledad ("Sentado en la terraza mirando el mar comprendo como es la soledad"):  

Sentado en la terraza mirando el mar
comprendo como es la soledad,
no se si voy y vengo si acaso estoy,
ni se si me podría fugar.
Ansié un abismo
y todo todo, todo se acercó,
tu corazón cerró la idea...

...ningún lugar de hecho es bueno
cuando nadie está...

Tu corazón, lo sé, me voló lo que miraba,
tu corazón, lo sé, me voló lo que miraba,
y como el viento, chau, se llevó lo que llevaba,
y como el viento, chau, se llevó todo...
un organismo en el aire
"Un organismo en el aire", Luis Alberto Spinetta

Spinetta ha contado que la canción la escribió en su casa en Buenos Aires (en la calle Elcano) y se sentía abrumado por la presencia constante de sus tres hijos pequeños:

El tema lo escribí en mi casa de Elcano, con mucho disturbio familiar, con los tres nenes en una edad que era bravísimo estar con ellos y tratar de mantener todo en orden... La letra no alcanza a expresar todo el caudal de sentimientos que surge en esa canción... (El verso que dice "ansié un abismo y todo, todo se acercó") habla de la lejanía. El personaje buscaba un mayor vértigo y,entonces una presencia tan cercana lo quema.
Luis Alberto Spinetta, Martropía

La referencia a la soledad también está presente en "La luz de la manzana" ("bebiendo la linfa de la soledad"), del mismo álbum. Otra imagen reiterada en el álbum es la metáfora del abismo, también presente en "Siempre en la pared" ("un insólito abismo testea los cuerpos que tan sólo habitan lo que fue"), canción que también se refiere a la soledad.
El título de la canción aparece en la letra como frase final del estribillo, a modo de conclusión genérica. Spinetta ha dicho que la expresión "organismo en el aire" hace referencia a "una presencia que dirige las cosas de la vida":

El título creo que hace referencia a una presencia invisible a los ojos que es la que dirige las cosas de la vida, los destinos. Ese organismo lo imagino como una inteligencia superior que contiene toda la información. No solo una parte de ella, como ser el hombre, sino toda la data.
Luis Alberto Spinetta, Martropía

Una idea similar había expuesto Spinetta en las conversaciones con Eduardo Berti, sobre el significado del título del álbum Madre en años luz, que el Flaco definía como "la data de la madre final", "es la madre de todas las informaciones, semejante al big-bang". El último tema de Madre en años luz, "Diganlé", alude a esa expresión:

...el desierto borrará todas las memorias
la data de la madre final
 se seguirá
imprimiendo en un banco de niebla...
"Diganlé" (fragmento)

En las conversaciones registradas por Eduardo Berti en el libro Spinetta: crónica e iluminiciones,Spinetta cuenta que había clasificado las canciones del álbum en dos grupos: "caídas al cuerpo" y "evaporaciones". "Organismo en el aire" había sido incluida en el grupo "evaporaciones". La canción fue estrenada en el teatro Astral de Buenos Aires en junio de 1987.